# Roger Moens

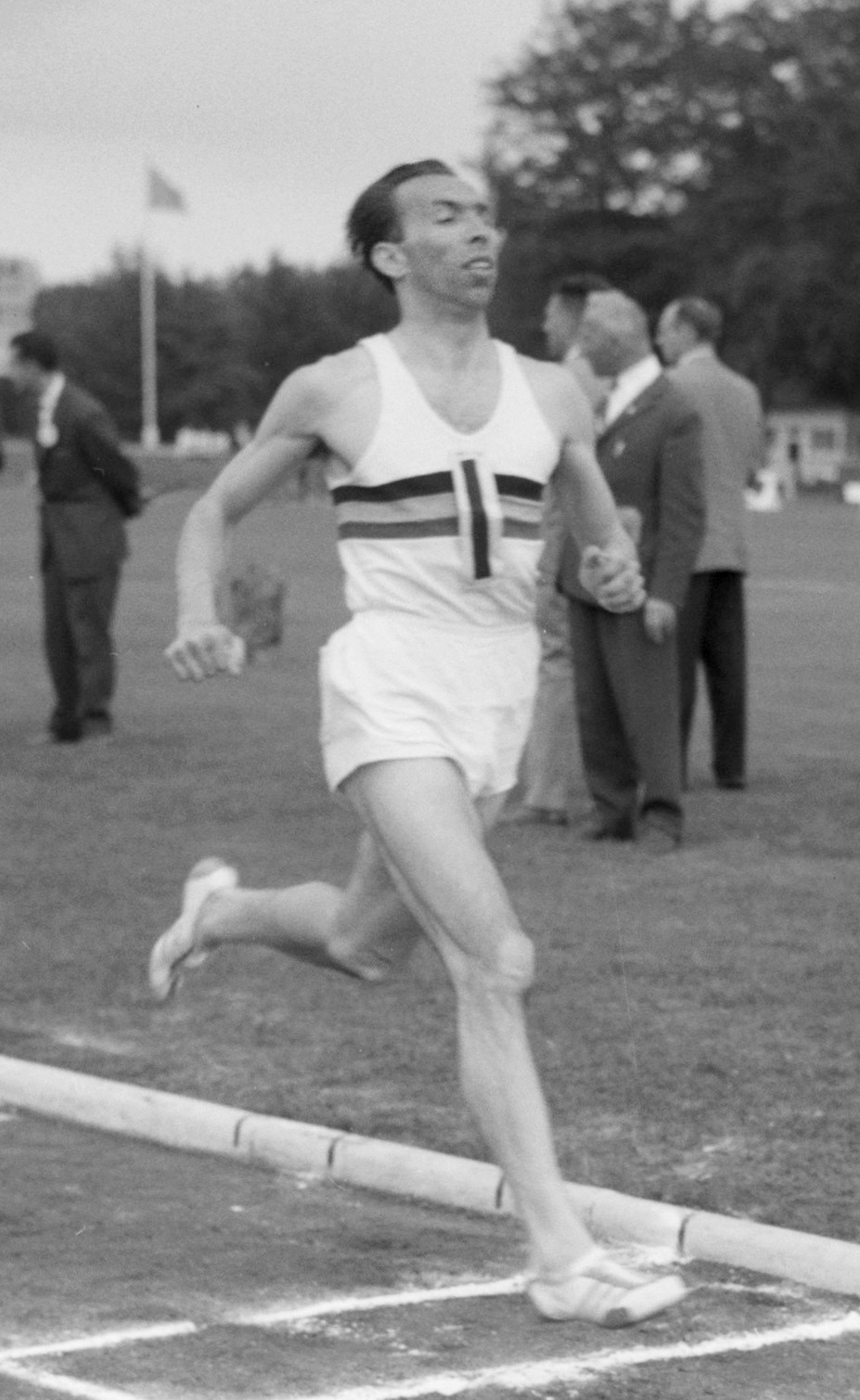
Roger Moens, 1961

Roger Moens (* 26. April 1930 in Erembodegen) ist ein belgischer Mittelstreckenläufer und Sprinter. Über 800 Meter lief er 1955 einen Weltrekord und gewann 1960 Silber bei den Olympischen Spielen in Rom.

## Sportliche Laufbahn
Zunächst startete Moens im 400-Meter-Lauf. Bei den Olympischen Spielen 1952 schied er über 400 Meter und in der 4-mal-400-Meter-Staffel jeweils in der ersten Runde aus.
Als 800-Meter-Läufer trat er 1953 mit einer Zeit von 1:48,8 Minuten in Erscheinung. Im folgenden Jahr steigerte er sich über diese Distanz auf 1:47,5 Minuten und belegte bei den Europameisterschaften in Bern in 1:47,8 Minuten den fünften Platz. In der 4-mal-400-Meter-Staffel scheiterte er mit der belgischen Mannschaft im Vorlauf.
Im Jahr darauf nahm der Sturmlauf gegen den mittlerweile 16 Jahre alten Weltrekord über 800 Meter von Rudolf Harbig (1:46,6 Minuten) neue Dimensionen an. Moens lief am 29. Juni 1955 die Strecke in 1:47,0 Minuten. Am 4. August war es dann so weit: Um 19:05 Uhr im Osloer Bislett-Stadion stellte Roger Moens mit 1:45,7 Minuten einen Weltrekord auf, der erst 1962 gebrochen wurde. Lokalmatador Audun Boysen blieb als Zweiter im selben Wettkampf mit 1:45,9 Minuten ebenfalls noch deutlich unter der alten Bestmarke von Harbig.
Im Olympiajahr 1956 war Roger Moens Schlussläufer der belgischen 4-mal-800-Meter-Stafette, die am 8. August in Brüssel mit 7:15,8 Minuten einen Weltrekord aufstellte, der erst zehn Jahre später von einer deutschen Stafette unterboten wurde. Das Schiff zu den Olympischen Spielen in Melbourne musste jedoch ohne ihn abfahren, nachdem er beim Training im Dunkeln gegen einen Eisenpfosten gelaufen war. Ein Jahr später, am 31. Juli 1957, gelang ihm indessen die Olympiarevanche: Moens besiegte – wiederum in Oslo – in 1:46,0 Minuten Olympiasieger Tom Courtney, der 1:46,2 Minuten lief.
1958, im Jahr der Europameisterschaften in Stockholm, war Moens – wie schon in der ersten Hälfte des Jahres 1957 – wegen „Meckerns“ gesperrt. Moens wurde wegen dieser Eigenschaft auch „die Callas der Aschenbahn“ genannt.
So blieben Moens die Olympischen Spiele 1960 in Rom als letzte Chance, im Alter von nunmehr 30 Jahren noch eine internationale Medaille zu gewinnen. Im Finale über 800 Meter blickte er sich auf der Zielgeraden nach rechts um, wo er seine vermeintlich stärksten Gegner, den Deutschen Paul Schmidt und den Jamaikaner George Kerr, vermutete, bemerkte aber nicht, wie sich zu seiner Linken der wenig bekannte Neuseeländer Peter Snell an ihm vorbei schob und sich in 1:46,3 Minuten den Olympiasieg holte. Moens gewann in 1:46,5 Minuten die Silbermedaille vor Kerr, der in respektvollem Abstand (1:47,1 Minuten) Dritter wurde. In der 4-mal-400-Meter-Staffel schied er mit dem belgischen Quartett im Vorlauf aus.
Auch in Deutschland ging Moens an den Start: In den Jahren 1956 und 1958 gewann er jeweils beim ISTAF in Berlin.
Roger Moens bestritt im Laufe seiner sportlichen Karriere insgesamt 453 Rennen über 800 Meter, die er 366 Mal als Sieger und 20 Mal in einer Zeit von unter 1:48 Minuten beendete.

## Berufliches
Von Beruf war Roger Moens Polizist.

## Persönliche Bestleistungen
- 400 m: 47,3 s, 26. Juni 1955, Longwy
- 800 m: 1:45,7 min (damals Weltrekord), 4. August 1955, Oslo
- 1500 m: 3:41,4 min, 19. Juni 1960, Antwerpen
- 1 Meile: 3:58,9 min, 4. September 1957, Malmö

## Leistungsentwicklung
| Jahr | 800 m (in Minuten) |
| ---- | ------------------ |
| 1953 | 1:48,8             |
| 1954 | 1:47,5             |
| 1955 | 1:45,7             |
| 1956 | 1:47,2             |
| 1957 | 1:46,0             |
| 1958 | — 1                |
| 1959 | 1:47,5             |
| 1960 | 1:46,5             |